# Philodendron microstictum
Philodendron microstictum är en kallaväxtart som beskrevs av Paul Carpenter Standley och Louis Otho Otto Williams. Philodendron microstictum ingår i släktet Philodendron och familjen kallaväxter.
Artens utbredningsområde är Costa Rica. Inga underarter finns listade.